# 苄基芬太尼
苄基芬太尼（开发代号：R-4129）是一种含氮有机化合物，分子式C21H26N2O，属于芬太尼的结构类似物，其与哌啶环相连的苯乙基变为了苄基。